# Sony Ericsson Xperia Neo
Sony Ericsson Xperia neo — смартфон фирмы Sony Ericsson на платформе Google Android в корпусе типа «моноблок». Отличительные особенности смартфона: 3,7-дюймовый дисплей с разрешением 854 на 480 пикселей, 8-мегапиксельная камера с автофокусом и вспышкой, 3,5-миллиметровый разъём для подключения гарнитуры, поддержка карт памяти microSD, FM-радио, Bluetooth, Wi-Fi- и GPS-модули.
Модель планировалась к выпуску ещё в апреле 2011 года, однако катаклизмы, произошедшие в Японии в марте 2011 года, заставили компанию перенести выход новинки на 4 месяца из-за нехватки комплектующих. Смартфон вышел в продажу на большинстве региональных рынков в июле 2011 года.

## Версии Android
Изначально смартфон базировался на Android 2.3.2 (Gingerbread). В дальнейшем по мере выхода новых прошивок к концу 2011 года версия Android обновилась до 2.3.4. В первой половине 2012 года для Xperia Neo вышли официальные прошивки на основе Android 4.0 (Ice Cream Sandwich). Это было последнее официальное обновление версии Android для Xperia Neo. Однако для Xperia Neo, как и для других Android-смартфонов, делались кастомные (неофициальные; пользовательские) прошивки, благодаря которым на Xperia Neo возможно устанавливать более свежие версии Android. На данный момент имеется возможность обновить смартфон до Android 4.3 (Jelly Bean), до Android 4.4 (KitKat), до Android 5.1 (Lollipop), до Android 6.0 (Marshmallow), и до Android 7.1.2 (Nougat). Однако кастомные прошивки имеют ряд багов и недочётов (в частности на всех прошивках Jelly Bean не работает HDMI, а также присутствуют некоторые другие недочёты).

## Технические характеристики
| Общие характеристики               | Общие характеристики |
| ---------------------------------- | --- |
| Диапазоны частот                   | GSM/GPRS/EDGE 850/900/1800/1900 МГц, UMTS/HSDPA 7.2 Мбит/с /HSUPA 5.76 Мбит/с 800/850/900/1900/2100 МГц, A-GPS, Wi-Fi 802.11 b/g/n, Bluetooth 2.1, A2DP                                 |
| Тип корпуса                        | моноблок |
| Вес                                | 126г |
| Размеры                            | 116.0 * 57.0 * 13.0 мм |
| Звонки                             | |
| Тип мелодий                        | поддержка MP3, AAC |
| Виброзвонок                        | есть |
| Связь                              | |
| Интерфейсы                         | Wi-Fi(с поддержкой DLNA), USB, Bluetooth, A-GPS (также возможна работа GPS без подключения к сотовой сети), HDMI, ANT+                                                                  |
| Доступ в интернет                  | WAP, GPRS, EDGE, UMTS |
| Модем                              | есть |
| Синхронизация с компьютером        | есть |
| Сообщения                          | |
| Дополнительные функции SMS         | Предиктивный ввод текста |
| MMS                                | + |
| Другие функции                     | |
| Громкая связь (встроенный динамик) | есть |
| Органайзер                         | Телефонная книга, режим «Flight mode» (режим полёта), приложения для чтения документов, календарь, калькулятор, будильник                                                               |
| Экран                              | |
| Тип экрана                         | цветной, TFT экран, 3.7", сенсорный (ёмкостный) с поддержкой технологии мультитач, Sony Mobile Bravia Engine и Live color фильтра.                                                      |
| Разрешение экрана                  | 480x854 пикс. |
| Плотность пикселей                 | ~ 265 точек на дюйм. |
| Русификация                        | есть |
| Мультимедийные возможности         | |
| Встроенная фотокамера              | 8,1 мегапикс., 3264 x 2448 точек, встроенная светодиодная вспышка, автофокус, CMOS Sony Exmor R™, Face Detection (функция распознавания лиц), Smile detection, Geo-tagging, Touch Focus |
| Запись видеороликов                | есть, 720p HD-видео |
| Аудио                              | FM-радиоприемник, MP3-проигрыватель |
| Диктофон                           | загружается отдельно |
| Игры                               | есть |
| Java-приложения                    | - |
| Процессор                          | Qualcomm Snapdragon MSM8255 1 ГГц |
| Другое                             | TrackID, PlayNow |
| Объём встроенной памяти            | 320 МБ, 512 МБ RAM |
| Тип карты памяти                   | MicroSD (SDHC) до 32 ГБ. |
| Питание                            | |
| Тип аккумулятора                   | BA700 |
| Ёмкость аккумулятора               | 1500 мАч |
| Время работы в режиме разговора    | 7 часов |
| Время работы в режиме ожидания     | 400 часов |
| Другие функции                     | |
| Громкая связь (встроенный динамик) | есть |

## Комплект поставки для российского и европейского рынков
- Смартфон
- Аккумулятор BA700 1500 мАч
- Карта памяти microSD 8 Гб (class 2)
- HDMI-кабель (1 метр)
- Стереогарнитура MH650 (с L-образным коннектором)
- USB-кабель EC600 (Micro USB <-> USB тип A)
- Блок зарядного устройства EP800 Green Heart (in: 100-240VAC ~150mA out: 5VDC 850mA)
- Защитный чехол-мешок Green Heart